# Konop sv. Josipa
Konop sv. Josipa (lat. Cingullum Sancti Iosephi) katolička je molitvena pobožnost sv. Josipu. Naziva se konop ili »cingullum«, po uzoru na liturgijski pojas svećenika, koji se veže uz štovanje drugih svetaca (nosili su ga sv. Monika i sv. Dominik na čast sv. Franji) te označava zavjet siromaštva i čistoće. Pobožnost datira iz 1657., kada je augustinska redovnica u Antwerpenu ozdravila od teške bolesti noseći konop na čast sv. Josipa. Pobožnost je Europom ubrzo proširila bratovština sv. Josipa, čije sjedište bješe u crkvi sv. Roka u Rimu. Pobožnost prema sv. Josipu potaknuo je papa Lav XIII. svojom enciklikom Quamquam Pluries.
Najčešće nakane na koje se moli pobožnost jesu zaštita sv. Josipa, krepost čistoće, za milost ustrajnosti i za pomoć sv. Josipa u času smrti.
Konop predstavlja deblja nit pamuka sa sedam čvorova koji predstavljaju sedam žalosti i srodnih radosti sv. Josipa:
1. sumnje u zaručnicu Mariju i anđelova poruka u snu (Mt 1,19-20)
2. Isusovo rođenje (Lk 2,7)
3. Isusovo obrezanje (Lk 2,21)
4. Šimunovo proročanstvo pri Isusovu prikazanju u hramu (Lk 2,34)
5. Bijeg u Egipat (Mt 2,14) i svrgavanje idola (Iz 19,1)
6. Siromaštvo u Egiptu (Mt 2,22) i život Svete obitelji (Lk 2,39)
7. Gubitak Isusa (Lk 2,45) i Njegov pronalazak u Hramu (Lk 2,46)

Molitva glasi: 

Svesrdno te pozdravljam, sveti Josipe i zahvaljujem Bogu što te je izabrao za Poočima svoga Sina i za zaručnika preblažene Djevice. 

Sveti Josipe, u pomisli na neizrecivu ljubav i radost koje si osjetio u krugu Isusa i Marije i na sve žalosti koje si nosio u zajedništvu sa svojom svetom obitelji molim milost 
 da se ni u žalostima ni u radostima ne odijelim od Božje ljubavi, koja je prisutna u Kristu, našem Gospodinu.